# Neukirchen beim Heiligen Blut
Neukirchen beim Heiligen Blut (forkortet: Neukirchen b.Hl.Blut, eller i daglig tale Neukirchen Heiligblut) er en købstad i Regierungsbezirk Oberpfalz i den østlige del af den tyske delstat Bayern, med godt 3.900 indbyggere. Det er et kendt valfartssted i Bayerischer Wald.

## Geografi
Neukirchen b. Hl. Blut ligger på indersiden af højdedraget Hoher Bogen (Høje Bue), hvor grænsen til Tjekkiet ligger, mellem købstæderne Eschlkam og Lam.
Der følgende bebyggelser i kommunen: Neukirchen b. Hl. Blut, Atzlern, Kolmstein, Rittsteig, Vorderbuchberg, Warzenried.